# Edouard Ballaman
Edouard Ballaman (Wallenried, 12 maggio 1962) è un politico italiano.

## Biografia
Laureato in economia e commercio, dottore commercialista, esponente della Lega Nord Friuli. È stato eletto alla Camera dei deputati alle elezioni politiche del 1994 e poi riconfermato nelle successive due legislature, nel collegio uninominale di Sacile, in Friuli-Venezia Giulia, in rappresentanza della coalizione di centrodestra. Ha ricoperto il ruolo di segretario e poi segretario amministrativo della Lega Nord alla Camera nel 1996.
Dal 1999 al 2000 è segretario della Lega Nord del Friuli-Venezia Giulia succedendo a Roberto Visentin.
Nel 2004 si candida, appoggiato solo dalla Lega Nord, a Presidente della Provincia di Pordenone ottenendo il 15,3%.
Ha ricoperto l'incarico di commissario nazionale della Lega Nord Friuli e di segretario amministrativo regionale del partito. Dal 15 maggio 2008 all'8 settembre 2010 ha ricoperto la carica di presidente del consiglio regionale del Friuli-Venezia Giulia.
Fa parte del gruppo di 26 parlamentari che all'inizio del 2012 hanno presentato ricorso contro la perdita del vitalizio a 50 anni e il passaggio al retributivo per i parlamentari.

## Controversie giudiziarie
Il caso auto blu
Il 1º settembre 2010 la Procura della Corte dei Conti del Friuli-Venezia Giulia ha aperto un'inchiesta su Ballaman per verificare l'eventuale danno erariale derivato dal presunto uso privato dell'auto di servizio, denunciato dal quotidiano Messaggero Veneto. Ballaman ha usato l'auto blu per oltre una settantina di viaggi, compresi quelli di trasferimento all'aeroporto di Malpensa per la partenza e il rientro dal viaggio di nozze. In seguito, dal primo aprile 2010, ha rinunciato ad usufruire delle auto di servizio, chiedendo però 3.200 euro al mese in più per rimborso spese (soldi si vanno ad assommare allo stipendio lordo mensile di 16.500 euro).
L'8 settembre 2010 ha rassegnato le dimissioni da presidente del consiglio regionale e si autosospeso dalla Lega Nord Friul. Secondo la Procura della Corte dei Conti, Ballaman avrebbe creato un danno erariale di 22.877 euro.
Il caso sulla speculazione immobiliare in Istria
Ballaman ha inoltre partecipato alla speculazione immobiliare leghista in Istria (la costruzione di un villaggio vacanze a Umago, avventura finita disastrosamente),  è stato coinvolto in uno scandalo di favori con l'allora sottosegretario agli Interni Maurizio Balocchi (i due fecero assumere le corrispettive compagne aggirando la legge che vieta di assumere i propri parenti nel medesimo ufficio) e partecipò in una società che ottenne l'assegnazione della concessione di due sale Bingo.